# Gijs Van Hoecke
Gijs Van Hoecke (Gant, 12 de novembre de 1991) és un ciclista belga, professional des del 2012 i actualment corrent a l'equip Intermarché-Wanty.
Els seus principals èxits han estat en el ciclisme en pista on ha obtingut dues medalles als Campionats del món.

## Palmarès en ruta
- 2009
  - 1r al Giro de la Toscana junior
- 2011
  - 1r a la Volta a la Província d'Anvers i vencedor d'una etapa
- 2014
  - 1r a la Internationale Wielertrofee Jong Maar Moedig

### Resultats al Giro d'Itàlia
- 2018. 122è de la classificació general

## Palmarès en pista
- 2012
  -  Campió del món de Madison (amb Kenny De Ketele)[2]
- 2012
  - 1r als Sis dies d'Amsterdam (amb Kenny De Ketele)[3]

### Resultats a laCopa del Món
- 2011-2012
  - 1r a Astanà, en Scratch